# Мала Грабовница (Лесковац)
Мала Грабовница је насељено место града Лесковца у Јабланичком округу. Према попису из 2022. било је 211 становника.

## Положај и тип села
Село је подигнуто на обалама Туловске реке, на њеном излазу из зоне побрђа у равницу коју је формирала Јужна Морава.
Припада селима збијеног типа.

## Етимологија
У основи имена села лежи шумско дрво граб. Првобитни назив села још је директније указивао на порекло његовог имена јер се, према турским изворима, звало Мала Грабовица, дакле село подигнуто у Грабовој шуми. Легенда о имену Велике Грабовнице, по којој је она добила име јер су се први њени становници настанили у густишу од граба, такође може важити при објашњавању порекла имена Мале Грабовнице.

## Воде
Kроз село протиче Туловска река.
У селу има бунара. Један од њих датира још из доба када су овим простором владали Турци и његова вода се и данас користи. Зову га „Кадичин бунар”, по некадашњем господару овог дела Мале Грабовнице Туркињи Кадици, чији се чардак са кулом налазио у садашњем дворишту једног мештанина.

## Историја
Простор око Мале Грабовнице насељен је од давнина. Народи који су живели на овом простору оставили су трагове своје културе на основу којих данас говоримо о некадашњој насељености.
Локалитет Прогон или Чука налази се на рту који се уздиже изнад леве обале Туловске реке која утиче у Јужну Мораву недалеко од села. Археолошки локалитет простире се на површини од неколико хектара. Приликом рекогнисцирања, 1951. године пронађен је велики број керамичких фрагмената, статуета и једна антропоморфна ваза. Ови налази били су подстицај за даља испитивања па је 2 године касније, на овом локалитету, извршено мање сондажно ископавање. Резултати истраживања пружили су изванредно добру стратиграфију локалитета. Установљено је постојање три јасно издвојена праисторијска слоја од којих најнижи слој припада старчевачком, други винчанско-тордошком, а трећи слој винчанско-плочничком периоду.

## Демографија
У насељу Мала Грабовница живи 228 пунолетних становника, а просечна старост становништва износи 43,9 година (43,1 код мушкараца и 44,8 код жена). У насељу има 73 домаћинства, а просечан број чланова по домаћинству је 3,77.
Ово насеље је великим делом насељено Србима (према попису из 2002. године).
|  |

| Демографија | Демографија | Демографија |
| Година      | Становника  | Становника  |
| ----------- | ----------- | ----------- |
| 1948.       | 401         |             |
| 1953.       | 413         |             |
| 1961.       | 398         |             |
| 1971.       | 347         |             |
| 1981.       | 326         |             |
| 1991.       | 350         | 340         |
| 2002.       | 275         | 292         |
| 2011.       | 254         |             |
| 2022.       | 211         |             |

| Етнички састав према попису из 2002.‍ | Етнички састав према попису из 2002.‍ | Етнички састав према попису из 2002.‍ | Етнички састав према попису из 2002.‍ | Етнички састав према попису из 2002.‍ |
| ------------------------------------ | ------------------------------------ | ------------------------------------ | ------------------------------------ | ------------------------------------ |
|                                      |                                      |                                      |                                      |                                      |
| Срби                                 | Срби                                 |                                      | 274                                  | 99,63%                               |
| Бугари                               | Бугари                               |                                      | 1                                    | 0,36%                                |
| непознато                            | непознато                            |                                      | 0                                    | 0,0%                                 |

| Година пописа     | 1948. | 1953. | 1961. | 1971. | 1981. | 1991. | 2002. |
| ----------------- | ----- | ----- | ----- | ----- | ----- | ----- | ----- |
| Број домаћинстава | 62    | 61    | 67    | 74    | 76    | 83    | 73    |

| Број чланова      | 1  | 2  | 3 | 4  | 5  | 6 | 7 | 8 | 9 | 10 и више | Просек |
| ----------------- | -- | -- | - | -- | -- | - | - | - | - | --------- | ------ |
| Број домаћинстава | 10 | 16 | 8 | 11 | 13 | 9 | 3 | 2 | 1 | 0         | 3,77   |

| Пол    | Укупно | Неожењен/Неудата | Ожењен/Удата | Удовац/Удовица | Разведен/Разведена | Непознато |
| ------ | ------ | ---------------- | ------------ | -------------- | ------------------ | --------- |
| Мушки  | 119    | 30               | 75           | 13             | 1                  | 0         |
| Женски | 124    | 25               | 77           | 20             | 2                  | 0         |
| УКУПНО | 243    | 55               | 152          | 33             | 3                  | 0         |

| Пол    | Укупно                    | Пољопривреда, лов и шумарство | Рибарство                            | Вађење руде и камена | Прерађивачка индустрија       |
| ------ | ------------------------- | ----------------------------- | ------------------------------------ | -------------------- | ----------------------------- |
| Мушки  | 52                        | 17                            | 0                                    | 0                    | 10                            |
| Женски | 18                        | 6                             | 0                                    | 0                    | 7                             |
| УКУПНО | 70                        | 23                            | 0                                    | 0                    | 17                            |
| Пол    | Производња и снабдевање   | Грађевинарство                | Трговина                             | Хотели и ресторани   | Саобраћај, складиштење и везе |
| Мушки  | 0                         | 4                             | 3                                    | 3                    | 8                             |
| Женски | 0                         | 0                             | 1                                    | 1                    | 0                             |
| УКУПНО | 0                         | 4                             | 4                                    | 4                    | 8                             |
| Пол    | Финансијско посредовање   | Некретнине                    | Државна управа и одбрана             | Образовање           | Здравствени и социјални рад   |
| Мушки  | 0                         | 1                             | 2                                    | 3                    | 1                             |
| Женски | 0                         | 0                             | 0                                    | 1                    | 2                             |
| УКУПНО | 0                         | 1                             | 2                                    | 4                    | 3                             |
| Пол    | Остале услужне активности | Приватна домаћинства          | Екстериторијалне организације и тела | Непознато            | Непознато                     |
| Мушки  | 0                         | 0                             | 0                                    | 0                    | 0                             |
| Женски | 0                         | 0                             | 0                                    | 0                    | 0                             |
| УКУПНО | 0                         | 0                             | 0                                    | 0                    | 0                             |

## Галерија
- Језера у атару села
- Језера у атару села
- Језера у атару села
- Језера у атару села